# Venado Tuerto
Venado Tuerto és una petita ciutat del sud de la província de Santa Fe, del departament General López, Argentina. És a la pampa humida, zona de gran producció agrícola i ramadera, i una de les més fèrtils del món. Té uns 70.000 habitants, descendents en la seva majoria de població immigrant europea i també d'altres regions del país. A més de la producció agropecuària és un important centre industrial i comercial. En aquesta ciutat hi ha una nombrosa comunitat de catalans o descendents d'immigrants catalans. Les seves expressions associatives i culturals es posen de manifest a través del Centre Català de Venado Tuerto i el Centre Catalunya Viva. La vida de la comunitat catalana venadenca està vinculada amb la comunitat de Rosario, segona ciutat del país. Mostra d'això és el cor Anselm Clavé del Centre Català de Rosario, dirigit pel mestre Mario Zeppa, nascut a Venado Tuerto.